# Meritaton
Meritaton (anche Merytaton o Meritaten; Tebe, prima del 1348 a.C. – Akhetaton, ...) è stata una regina egizia della XVIII dinastia, "Grande sposa reale" dell'effimero faraone Smenkhara (ca. 1335 a.C. - 1334/3 a.C.). Il suo nome significa Colei Che è amata da Aton (Aton era l'unico dio venerato da suo padre Akhenaton). Aveva diversi titoli e divenne la moglie del faraone Smenkhara, che potrebbe essere stato un fratello o figlio di Akhenaton. Potrebbe essere divenuta faraone, di proprio diritto, con il nome di Neferneferuaton Ankhtkheperura.

## Biografia
Prima figlia di Akhenaton e della "Grande sposa reale" Nefertiti, nacque a Tebe entro il quinto anno di regno del padre, ed è indicata in un monumento come "l'unica figlia del Re", il quale però ebbe (successivamente alla costruzione di tale monumento) molte altre figlie: Maketaton, Ankhesenamon, Neferneferuaton Tasherit, Neferneferura e Setepenra. Suo fratellastro fu Tutankhamon, figlio sempre di Akhenaton e di sua sorella non ben identificata se non per la mummia ritrovata e definita The Younger Lady. Di tutte le figlie della coppia reale, Meritaton sembra quella più frequentemente rappresentata in pitture e incisioni; le scene di intima e affettuosa vita familiare dei reali sono infatti uno dei caratteri più tipici dello stile del "periodo di Amarna".
Il nome in geroglifici di Meritaton è scritto come:
|                |            |          |    |
| \| \| \| \| \| |            |          |    |
|                |            |          |    |
| i              | t · n · N5 | N36 · X1 | B7 |

| i | t · n · N5 | N36 · X1 | B7 |

|                |            |          |    |
| \| \| \| \| \| |            |          |    |
|                |            |          |    |
| i              | t · n · N5 | N36 · X1 | B7 |

| i | t · n · N5 | N36 · X1 | B7 |

Mry.t Itn (Amata da Aton)

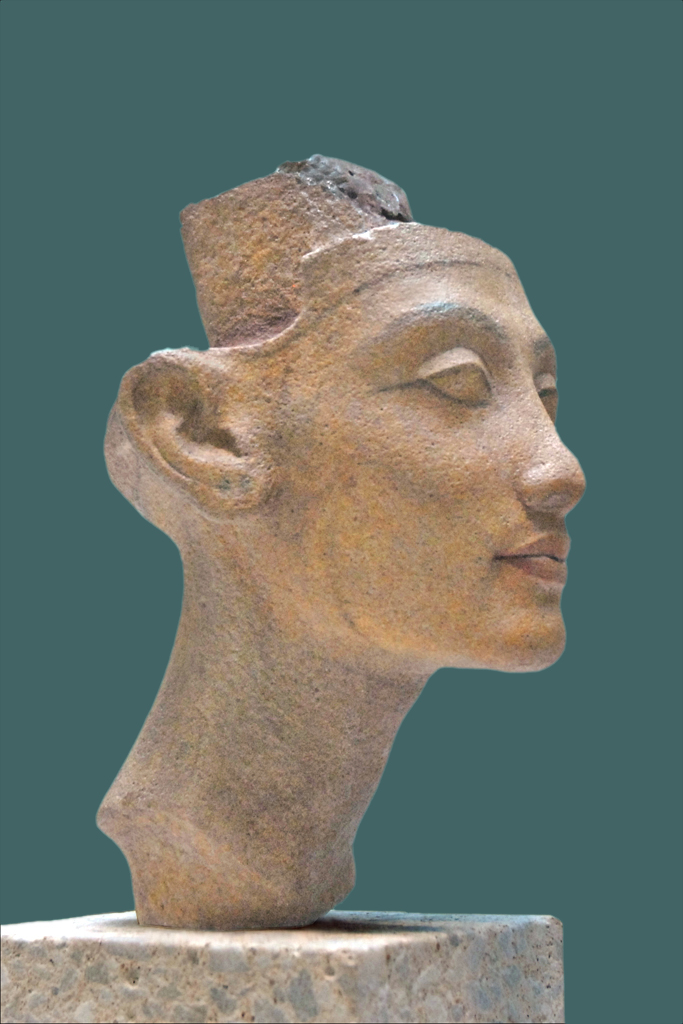
Testa di una regina (Nefertiti o Meritaton) in stile amarniano.

Forse fu anche "Grande sposa reale" di suo padre, infatti compare spesso accanto ad Akhenaton; altri hanno anche ipotizzato che per un certo periodo ella abbia regnato come reggente. L'opinione diffusa è però che ella non sia mai stata partner sessuale del padre, ma che abbia solo svolto un ruolo di rappresentanza alle cerimonie, dopo una non chiara caduta in disgrazia della regina Nefertiti. Certamente Meritaton fu "Grande sposa reale" del faraone Smenkhara, che potrebbe essere stato fratello di Akhenaton.
Inoltre si reputa che per un brevissimo periodo, intorno al 1333 a.C., ella abbia regnato da sola, dopo la morte prematura di Smenkhara, col nome di Ankhtkheperura Neferneferuaton; con questo nome infatti sono stati rinvenuti vari cartigli reali e per più di un secolo, dalla metà dell'800 agli anni '70 del XX secolo, si è creduto che si riferissero, con svariati epiteti femminili che li accompagnano, al giovane Smenkhara. Ciò portò a ipotizzare un'inusuale relazione omosessuale fra Akhenaton e Smenkhara femminilizzato, poi smentita dalla scoperta dell'epiteto Akhet-en-hyes ("Efficace per il suo sposo"), necessariamente riferito a una donna, e cioè, ragionevolmente, a Meritaton.
Nella tomba di Tutankhamon è stata rinvenuta una veste di lino decorata con 39 margherite d'oro, le cui paillettes recano affiancati i nomi di Smenkhara e Meritaton, mentre uno scialle reca i cartigli di Smenkhara e della sovrana Ankhtkheperura, sotto cui si cela forse Meritaton stessa.
Iscrizioni situate a Ermopoli (Ashmunein) menzionano anche una giovane principessa Meritaton Tasherit, forse figlia di Smenkhara e Meritaton (ma la sua posizione nella famiglia reale è dibattuta).

## Morte e sepoltura
Il testo di una stele di confine menziona il fatto che a Meritaton era destinata una tomba ad Akhetaton (Amarna):
La Tomba regale di Akhetaton accolse le mummie di Maketaton, Tiy e Akhenaton - e probabilmente fu chiusa dopo la morte e la sepoltura dello stesso Akhenaton. La tomba di Meritaton fu probabilmente programmata fra quelle dello Uadi regale di Akhetaton.